# Dioryctria
Dioryctria is een geslacht van vlinders uit de familie van de snuitmotten (Pyralidae). De wetenschappelijke naam van het geslacht is voor het eerst geldig gepubliceerd in 1846 door Philipp Christoph Zeller.
De typesoort is Tinea abietella Denis & Schiffermüller, 1775

## Soorten
- D. abietella - Sparappelboorder Denis & Schiffermüller, 1775
- D. abietivorella (Grote, 1878)
- D. adamsi Neunzig & Dow, 1993
- D. albovittella (Hulst, 1890)
- D. amatella (Hulst, 1887)
- D. assamensis Mutuura, 1971
- D. aulloi Barbey, 1930
- D. auranticella Grote, 1883
- D. banksiella Mutuura, Munroe & Ross, 1969
- D. batesella Mutuura & Neunzig, 1986
- D. baumhoferi Heinrich, 1956
- D. caesirufella
- D. cambiicola (Dyar, 1914)
- D. castanea Bradley, 1969
- D. cibriani Mutuura & Neunzig, 1986
- D. clarioralis (Walker, 1863)
- D. contortella Mutuura, Munroe & Ross, 1969
- D. disclusa Heinrich, 1953
- D. durangoensis Mutuura & Neunzig, 1986
- D. ebeli Mutuura & Munroe, 1979
- D. erythropasa Dyar, 1914
- D. gulosella (Hulst, 1890)
- D. horneana (Dyar, 1919)
- D. incertella (Wileman, 1911)
- D. juniperella Yamanaka, 1990
- D. kunmingnella Wang & Sung, 1985
- D. magnifica Munroe, 1958
- D. majorella Dyar, 1919
- D. martini Mutuura & Neunzig, 1986
- D. mendacella (Staudinger, 1859)
- D. merkeli Mutuura & Munroe, 1979
- D. mongolicella Wang & Sung, 1982
- D. monticolella Mutuura, Munroe & Ross, 1969
- D. mutatella Fuchs, 1903
- D. nivaliensis Rebel, 1892
- D. okanaganella Mutuura, Munroe & Ross, 1969
- D. peltieri Joannis, 1908
- D. pentictonella Mutuura, Munroe & Ross, 1969
- D. peyerimhoffi Joannis, 1921
- D. pineae (Staudinger, 1859)
- D. pinicolella Amsel, 1962
- D. ponderosae Dyar, 1914
- D. pryeri Ragonot, 1893
- D. pseudotsugella Munroe, 1959
- D. pygmaeella
- D. pygmasella Ragonot, 1887
- D. raoi Mutuura, 1971
- D. reniculelloides Mutuura & Munroe, 1973
- D. resiniphila Segerer & Prose, 1997
- D. resinosella Mutuura, 1982
- D. robiniella (Millière, 1865)
- D. rossi Munroe, 1959
- D. rubella Hampson, 1901
- D. schuetzeella - Donkere sparappelboorder Fuchs, 1899
- D. schutzeella Fuchs, 1899
- D. simplicella - Kleine sparappelboorder Heinemann, 1863
- D. stenopterella Amsel, 1961
- D. subtracta Heinrich, 1956
- D. sylvestrella - Egale sparappelboorder Ratzeburg, 1840
- D. symphoniella (Hampson, 1899)
- D. sysstratiotes Dyar, 1919
- D. taedae Schaber & Wood, 1971
- D. taedivorella Neunzig & Leidy, 1989
- D. taiella Amsel, 1970
- D. teneriffella Caradja, 1916
- D. tumicolella Mutuura, Munroe & Ross, 1969
- D. yatesi Mutuura & Munroe, 1979
- D. yiai Mutuura & Munroe, 1972
- D. yuennanella Caradja, 1937
- D. zimmermani Grote, 1877
- D. zimmermanni